# 巴哈 (瓜爾佳氏)
巴哈（穆麟德轉寫：baha；17世纪1600年后？—？），蘇完瓜尔佳氏，满洲镶黄旗人，清初大臣。

## 生平
巴哈是卓布泰的弟弟，他在事奉皇太極時，擔任一等侍衛，並被授與議政大臣的職位。
順治年間，清兵入關，滿清開始統治中原地區，巴哈則因為跟隨肅親王豪格征討張獻忠有功的緣故，而晉升為甲喇章京。
卻說睿亲王多爾袞征討姜瓖時，巴哈提出請求，希望自己能帶兵出征，但多爾袞否決了巴哈的請求，巴哈對此不滿，拂衣而起，結果巴哈差點被處決，最後巴哈是付了錢，才贖回一條命。而後來多爾袞擔任攝政時，巴哈兄弟就是不願攀附多爾袞。
卻說肅親王豪格在獄中死去後，他的兒子富綬年紀還很小，鞏阿岱打算將富綬給除掉，但巴哈及富察氏出身的內大臣哈什屯等對此不同意，殺掉富綬的計劃只好作罷。鞏阿岱後來因此與他的弟弟錫翰與內大臣西訥布庫等人商討羅織巴哈的罪狀，好構陷巴哈的事宜，但在聽說皇帝對巴哈的勤勞贊許有加後，他們只好停止討論此事。世祖順治帝親政後，他以巴哈等為証人，見證鞏阿岱等人的罪狀，而鞏阿岱等人則被處決。
之後巴哈重獲議政大臣的職位，並晉升爵位，成為一等阿思哈尼哈番，還得到少傅兼太子太傅的頭銜，並成為領侍衛內大臣。但在他的哥哥鳌拜獲判有罪後，巴哈也受到牽連，失去官職，之後去世。次子苏尔达官至领侍卫内大臣、七子讷尔杜为和硕额驸、八子瓜尔察官至领侍卫内大臣。

## 世系
- 苏完部酋长索尔果
  - 长子一等信勇公费英东
    - 七子一等雄勇公图赖

  - 九子卫齐
    - 次子卓布泰
    - 三子一等超武公鳌拜
      - 子納穆福
        - 一等男达福

    - 四子巴哈
      - 蘇勒達
        - 一等男苏赫

    - 五子萨哈
    - 六子穆里玛
    - 七子索山

## 文獻
- 《清史稿》列傳二十三（卷236）
- 《清史稿》列傳三十六（卷249）
- 《清實錄》-《康熙朝實錄》